# Episodi di DanMachi: Sword Oratoria

Logo italiano della serie

Questa è la lista degli episodi dell'anime DanMachi: Sword Oratoria, adattamento dell'omonima serie di light novel scritta da Fujino Ōmori e illustrata da Kiyotaka Haimura.
Annunciato il 6 marzo 2016 per celebrare il decimo anniversario di GA Bunko, un adattamento anime di dodici episodi di DanMachi: Sword Oratoria, diretto da Yōhei Suzuki e prodotto da J.C.Staff, è stato trasmesso tra il 14 aprile e il 30 giugno 2017. Le sigle di apertura e chiusura sono rispettivamente Re-Illusion di Iguchi e Day by Day di Kano. In Italia e in America del Nord i diritti sono stati acquistati rispettivamente da Yamato Video e Sentai Filmworks. Il 24 settembre 2021 Yamato Video ha annunciato che la serie verrà doppiata in italiano. L'edizione doppiata in italiano è stata pubblicata sul canale Anime Generation di Prime Video dal 22 gennaio al 12 febbraio 2022.

## Lista episodi
| Nº | Titolo italiano Giapponese 「Kanji」 - Rōmaji | In onda        | In onda          |
| Nº | Titolo italiano Giapponese 「Kanji」 - Rōmaji | Giapponese     | Italiano         |
| 1  | La Principessa della Spada e la fata 「剣姫と妖精」 - Kenki to yōsei | 14 aprile 2017 | 22 gennaio 2022  |
| 1  | La maga/elfa Lefiya della Familia Loki è arrabbiata con se stessa perché non può essere di maggiore aiuto ai suoi compagni, specialmente alla Principessa della Spada Aiz Wallenstein, per la quale è innamorata. Durante la spedizione al cinquantesimo piano del dungeon, la Familia Loki viene attaccata da un'orda di mostri bruco velenosi, che disintegrano tutto ciò che toccano. Lefiya cerca di lanciare un incantesimo su di loro, mentre i combattenti Tiona, Tione e Bete li tengono occupati, ma va nel panico e non è in grado di terminare l'incantesimo, portando Aiz a lanciarsi nella mischia eliminandoli facilmente con la sua magia del vento. Con il passaggio per il cinquantesimo piano attualmente bloccato dopo la battaglia, la Familia torna ad Orario per riorganizzarsi. Nel loro viaggio di ritorno vedono apparire improvvisamente un gruppetto di minotauri che iniziano a fuggire verso i piani superiori. Uno di loro attacca un avventuriero solitario, ma Aiz interviene e lo sconfigge, salvando così il malcapitato. Il ragazzo senza parole scappa spaventato, Bete si mette a ridere, mentre Aiz rimane per tutto il tempo confusa dal ragazzo e infastidita dalle risate che sta sentendo dal suo compagno di squadra. |                |                  |
| 2  | La prova del vestito e le compere 「試着と購入」 - Shichaku to kōnyū | 21 aprile 2017 | 22 gennaio 2022  |
| 2  | Di ritorno dalla spedizione, la Familia viene accolta da Loki, che tenta di palpare tutte le ragazze, con Lefiya incapace di fuggire. Sapendo che Aiz deve affrontare i propri problemi, Lefiya vuole fare qualcosa per cercare di aiutarla, come darle dei regali che fungono da portafortuna. Aiz inizia a sentirsi irrequieta con se stessa perché non ha ancora superato il livello 5. Durante la notte, mentre festeggia all'osteria, Bete inizia a scherzare e ad insultare il ragazzo che Aiz ha salvato dal minotauro, sconvolgendola. Il ragazzo in questione, Bell, sente tutto ciò e si precipita fuori dall'osteria, angosciando ancora di più Aiz. Dopo aver confidato a Riveria che vuole scusarsi con lui, Tione, Tiona e Lefiya la portano a fare compere per cercare di tirarla su di morale, comprandole un vestito che le piace. Rendendosi conto di ciò che Lefiya ha fatto per lei ultimamente, Aiz si scusa e la ringrazia per i suoi gesti e per essersi presa cura di lei. |                |                  |
| 3  | La sagra e il coraggio 「祭典と勇気」 - Saiten to yūki | 28 aprile 2017 | 22 gennaio 2022  |
| 3  | A un banchetto per gli dei organizzato da Ganesha, Loki conversa con Dioniso e Demetra prima di andarsene. Mentre si allena nel dungeon con Aiz, Lefiya le chiede un appuntamento per l'imminente Monsterphilia, e l'altra accetta; Loki in seguito afferma che Aiz andrà con lei come sua scorta, facendo imbarazzare Lefiya. Loki e Aiz si incontrano con Freya, che rivela che qualcuno di un'altra Familia ha attirato la sua attenzione e vuole che Loki lo tenga d'occhio per lei, poi ne va velocemente. All'inizio dell'evento, Freya scatena molti mostri per causare il caos in città, mentre Aiz si dirige sul luogo per fermarli. Tiona, Tione e Lefiya seguono il suo esempio, ma vengono distratte dai mostri vegetali che iniziano ad attaccarle a sorpresa. Nonostante sia stata messa fuori combattimento e gravemente ferita, Lefiya si rialza ed esegue con successo il suo incantesimo di evocazione, congelando completamente i nemici. Calata la notte, Loki interroga Freya sul motivo per cui ha evocato i mostri, solo per scoprire che non aveva nulla a che fare con le creature vegetali che li hanno attaccati. Intanto per le strade si vede Dioniso, il quale sta tenendo in mano uno dei cristalli delle piante e sorride compiaciuto. |                |                  |
| 4  | L'assassinio e il gioiello 「殺人と宝玉」 - Satsujin to hōgyoku | 5 maggio 2017  | 29 gennaio 2022  |
| 4  | Nella città di Rivira, un avventuriero condivide il letto con una donna dai capelli rossi, la quale però lo uccide soffocandolo. Quella notte, Aiz fa un sogno su sua madre e suo padre. Ottenendo un'enorme somma di debito da una spada che ha rotto, Aiz si prepara a tornare nel dungeon, con la maggior parte della Familia che la segue. Bete rimane indietro come scorta di Loki per indagare sulle fogne sotto la città, dove scoprono altri mostri vegetali. Oltre a riconoscere che la pietra magica è simile a quella dei mostri bruco, Bete nota che l'odore nelle fogne è lo stesso di Dioniso, in cui si imbattono. Dioniso rivela a Loki che stava indagando anche lui sui mostri, dicendo che crede che il responsabile sia Urano. Arrivati a Rivira, Aiz e il suo gruppo scoprono dell'omicidio e offrono la loro assistenza per svelare il mistero. Finn deduce che il responsabile sia ancora in città, quindi iniziano a interrogare tutti gli abitanti, e qui Aiz e Lefiya notano una misteriosa ragazza fauno mentre fugge. La ragazza, Lulune della Familia Ermes, rivela di essere in possesso di un bagaglio datole dall'uomo assassinato, come parte di una ricerca di un'altra persona misteriosa. Scoprendo che si tratta di una sfera con una creatura all'interno, Aiz inizia a dare di matto e respira affannosamente, mentre un uomo sfregiato le osserva da lontano ed evoca altri mostri vegetali. |                |                  |
| 5  | La rossa e il re solitario 「赤髪と孤王」 - Akagami to ko-ō | 12 maggio 2017 | 29 gennaio 2022  |
| 5  | Mentre Rivira è sotto l'attacco dei mostri vegetali, Aiz, Lefiya e Lulune sono messe alle strette dall'avventuriero sfregiato. Aiz scopre poi che questi è in realtà l'assassino, ovvero la donna dai capelli rossi, e che stava vestendo i panni dell'avventuriero come travestimento. La donna dai capelli rossi combatte con Aiz, cercando di reclamare il "seme", e dopo aver visto la magia del vento di Aiz, la donna si riferisce a lei come "Aria", scioccandola. La sfera, reagendo alla sua magia del vento, si fonde con un mostro vegetale e si evolve in una gigantesca creatura dall'aspetto femminile. Nel frattempo, Loki si confronta con Urano su quello che sta succedendo, con lui che afferma che la gilda non sia responsabile degli eventi accaduti di recente. Mentre Loki se ne va astutamente, il suo assistente, Felt, afferma che qualcuno deve aver istigato tutto ciò e spinge Urano a non inimicarsi Loki. Aiz si ritrova completamente sopraffatta dalla donna, ma viene salvata dal resto della Familia, e non potendo competere con Finn e Riveria, la donna si ritira. Incapace di trovare altri indizi, la Familia torna a casa, mentre Aiz fa un altro sogno su sua madre, Aria, e suo padre che la lasciano. Cominciando a sentirsi ancora più temeraria, decide di rimanere nel dungeon per un altro po' per allenarsi, con Riveria che rimane a malincuore a vegliare su di lei. Dopo un po' le due incontrano il boss del trentasettesimo piano e Aiz decide di affrontarlo da sola. |                |                  |
| 6  | L'eliminazione e la fuga 「討伐と逃亡」 - Tōbatsu to tōbō | 19 maggio 2017 | 29 gennaio 2022  |
| 6  | Ancora angosciata per aver perso l'ultimo combattimento, Aiz desidera continuare a diventare più forte. Nonostante il tentativo di assistenza di Riveria, Aiz si fa avanti e riesce a far fuori il pericoloso boss del trentasettesimo piano da sola. Dopo essere stata rimproverata da Riveria, Aiz le racconta della donna dai capelli rossi che l'ha chiamata "Aria". In risposta, Riveria le ricorda che tutti i membri della Familia sono la sua famiglia e saranno sempre lì per lei. Sulla via del ritorno, le due trovano Bell privo di sensi sul pavimento del dungeon; Aiz rimane volontariamente indietro per cercare di scusarsi con lui. Confortandolo e facendolo riposare sul proprio grembo, Bell si sveglia e, troppo imbarazzato, scappa via prima che possa scusarsi, con grande dispiacere della ragazza. A seguito di ciò, va da Loki per avere un aggiornamento sulle sue statistiche, e si scopre che Aiz è finalmente salita al livello 6, anche se quest'ultima non sa come reagire in merito. Mentre si prepara a tornare nel dungeon, Aiz incontra la lavoratrice della gilda Eina, che la ringrazia per aver aiutato Bell, rallegrandola. Sentendo da alcuni avventurieri che Bell è finito in una trappola, Aiz lo raggiunge. Vede il ragazzo messo alle strette dai mostri, ma rimane sconcertata dalle sue improvvise abilità magiche e dalla rapida crescita di forza. Elimina il resto delle creature, ma non è in grado di scusarsi prima che il ragazzo fugga di nuovo. Dopo aver raccolto il suo bracciale perduto, viene sorpresa da Fels, che rivela di aver dato la missione originale a Lulune e chiede il suo aiuto per una nuova ricerca. |                |                  |
| 7  | La richiesta e la separazione 「依頼と分断」 - Irai to bundan | 26 maggio 2017 | 5 febbraio 2022  |
| 7  | Fels racconta ad Aiz di un'epidemia di mostri al ventiquattresimo piano e vuole che indaghi per lui, in quanto ritiene che esista un possibile legame tra questo incidente e la donna dai capelli rosso che ha combattuto; Aiz accetta. Dioniso, anche lui a conoscenza di queste voci, informa Loki del possibile coinvolgimento di Urano. Quando riceve una lettera da Aiz sulla sua ricerca, ordina a Lefiya e Bete di raggiungerla e aiutarla; Anche Dioniso ha il suo braccio destro, Filvis, che si unisce a loro. A Rivira, Aiz incontra Lulune e il resto della Familia Ermes, che stanno assistendo alla ricerca. Arrivati al ventiquattresimo piano, Aiz e il suo gruppo scoprono la fonte dell'origine di mostri, che Aiz elimina con facilità grazie al suo aumento di livello. Nella dispensa dei mostri, scoprono che la fonte di cibo è stata bloccata da una crisalide simile a una pianta. Entrando, vengono attaccati e separati dalla donna dai capelli rossi e da un'altra figura mascherata, che decidono di metterli alle strette. Nel frattempo, mentre si dirige verso il dungeon, Lefiya cerca di conversare con Filvis ma la trova insensibile e chiusa nei suoi confronti. Arrivati a Rivira, i tre apprendono da un negoziante che ha incontrato Aiz prima del loro arrivo. Dice anche a Lefiya di stare lontano da Filvis, riferendosi a lei come la "Banshee", un'avventuriera maledetta in cui tutti quelli con cui ha fatto un party sono morti. |                |                  |
| 8  | L'impurità e la ragazza 「穢れと少女」 - Kegare to shōjo | 2 giugno 2017  | 5 febbraio 2022  |
| 8  | Lefiya e il negoziante parlano dell'"Incubo del ventisettesimo piano" in cui gli avventurieri sono stati condotti in trappola dalla fazione oscura Evilus, guidata da Vendetta, lasciando Filvis come unica sopravvissuta. A causa di ogni altra volta che ha fatto party con altri che sono finiti in tragedia, Filvis è divenuta nota l'avventuriera maledetta. Mentre Bete la affronta sul fatto di fuggire sempre dai suoi problemi, Lefiya si presenta ignorando tutti i commenti, insistendo sul fatto che continui ad aiutarli e complimentandosi con lei per la sua bellezza. Arrossendo, la ringrazia e accetta di andare avanti con loro. Revis, ovvero la donna dai capelli rossi, e Aiz si impegnano in un combattimento, con la prima infastidita dal chiaro aumento di forza e di livello della seconda. La Familia Ermes affronta la figura mascherata e il suo gigantesco mostro vegetale, trovandosi completamente sopraffatti fino a quando Lefiya, Bete e Filvis si presentano in tempo per supportarli. L'uomo, che si rivela essere Vendetta risorto, ora alimentato da un cristallo mostruoso, rivela di aver creato i mostri con lo scopo di scacciare tutte le altre creature del dungeon in modo che possano devastare Orario, tutto per servire una misteriosa donna divina di cui inizia a delirare. Mentre i combattimenti proseguono, il confronto di Aiz e Revis si sposta dove sono tutti gli altri. Dopo che il mostro principale è stato distrutto e Vendetta è stato messo fuori combattimento, Revis lo uccide, assorbendo il suo cristallo di potere per divenire più forte. Il luogo inizia a crollare e tutti quanti fuggono via, mentre Revis dice ad Aiz di andare al cinquantanovesimo piano, dove troverà quello che sta cercando. Diversi giorni dopo, i capitani della Familia Loki stabiliscono i loro piani per una grande spedizione verso il suddetto piano. Allo stesso tempo, Lefiya, Tiona e Tione trovano un libro in biblioteca, Dungeon Oratoria, e leggendolo apprendono che Aria è uno spirito, un essere magico molto amato dagli dei.                                                               |                |                  |
| 9  | L'allenamento e la gelosia 「訓練と嫉妬」 - Kunren to shitto | 9 giugno 2017  | 5 febbraio 2022  |
| 9  | Mentre la Familia Loki si prepara per la loro grande spedizione al cinquantanovesimo piano, Aiz va da Eina per un ultimo tentativo di scusarsi con Bell. Si presenta e riesce a fermarlo prima che scappi. Alla fine si scusa per averlo spaventato nelle precedenti occasioni, e lui fa lo stesso per essere sempre scappato, ringraziandola per averlo salvato. Aiz gli offre un allenamento per imparare a combattere correttamente, con l'intenzione anche di imparare cosa lo faccia migliorare così velocemente. Lefiya, volendo l'assistenza di Aiz per allenarsi, la insegue la mattina dopo, solo per imbattersi in Bell, che scappa rapidamente e si rende conto che anche lui sta cercando Aiz. Alla fine vede Aiz e Bell avvicinarsi, facendola deprimere. Giunta la notte, Aiz le dice che lo sta solo addestrando, rasserenandola, ma rimanendo gelosa, quindi accetta di mantenere il segreto se potrà allenarsi anche lei, cosa che Aiz accetta. La mattina seguente, Lefiya si avvicina di soppiatto alla loro sessione di allenamento, dove vede Aiz mentre fa riposare Bell sul proprio grembo, con sua grande sorpresa. Durante la loro sessione di allenamento, Lefiya non è in grado di tenere il passo con la forza di Aiz, ma si rifiuta di fermarsi in modo da non sembrare inferiore a Bell. Il giorno seguente, è infastidita dal fatto che Aiz trascorrerà l'intera giornata con Bell, fino a quando non si imbatte in Dioniso e Filvis e qui il dio suggerisce alle due ragazze di allenarsi insieme nel dungeon. Filvis la aiuta a migliorare il suo canto simultaneo per la difesa e promette di aiutarla quando torneranno nel dungeon. Mentre si allena con Bell, Aiz gli chiede come abbia fatto a diventare così forte così in fretta, e lui dice che c'è qualcuno che vuole assolutamente raggiungere. Aiz lo comprende, ripensando alla perdita di sua madre e suo padre in giovane età e di volerlo aiutare. Giunta la sera, vengono sorpresi da Estia, la dea di Bell, che si presenta per consolare e confortare il ragazzo. Tornando a casa, i tre vengono improvvisamente attaccati da alcuni guerrieri mascherati. |                |                  |
| 10 | Il ragazzo e l'eroe 「少年と英雄」 - Shōnen to eiyū | 16 giugno 2017 | 12 febbraio 2022 |
| 10 | Aiz si difende dai guerrieri mascherati, che le dicono di stare alla larga dalla loro signora, prima di partire. Mentre Bell ed Estia tornano a casa, si rende conto che gli aggressori provengono dalla Familia Freya, ma non sono sicuri di cosa potrebbero volere, e Loki suggerisce che Aiz potrebbe essere coinvolta in qualcosa che Freya desidera da lei. Lefiya continua il suo allenamento con Aiz, che ringrazia lei e Filvis per la velocità con cui è riuscita a migliorare. Per le vie cittadine si imbatte di nuovo in Bell e gli dice che non perderà contro di lui. Aiz e Bell concludono i loro allenamenti, ringraziandosi e augurandosi buona fortuna a vicenda. Il giorno della spedizione, Aiz vede di nuovo Lulune, che le dona un ciondolo speciale che ha ricevuto da Fels. Insieme alla Familia Efesto, gli avventurieri si fanno strada, quando improvvisamente un altro gruppo si presenta parlando di un minotauro gigante che vaga per il nono piano, attaccando un ragazzo dai capelli bianchi. Sapendo che si tratta di Bell, Aiz si lancia immediatamente alla sua ricerca, ma viene fermata da Ottar, il braccio destro di Freya, che la sfida a duello. Rendendosi conto che questo è ciò di cui gli aggressori l'hanno avvertita, cerca di combattere ma non riesce a superare le difese del suo avversario. Il resto della Familia Loki arriva per aiutarla, permettendole di fuggire; Finn convince Ottar ad andarsene quando lo interroga sulle sue motivazioni e quelle di Freya. Aiz si presenta ancora una volta per salvare Bell, ma lui la spinge da parte per affrontare lui stesso il minotauro. Tutti guardano con soggezione la sua forza e abilità, mentre riesce a tenere il passo e uccidere la bestia, con Aiz che commenta tra sé e sé che ha l'aspetto di un vero eroe. Aiz restituisce l'inconscio Bell ad Estia, mentre lei e Riveria si chiedono cos'altro le attenda. |                |                  |
| 11 | L'avventura e l'ignoto 「冒険と未知」 - Bōken to michi | 23 giugno 2017 | 12 febbraio 2022 |
| 11 | Mentre si trovano al cinquantesimo piano, la Familia Loki si rivela molto emozionata per le imminenti battaglie, ispirandosi alla lotta di Bell con il minotauro come modello di riferimento. Lefiya è gelosa di aver sentito parlare nuovamente del ragazzo, ma mira ancora a tenere il passo e ad assistere i suoi amici il più possibile. I membri della Familia si fanno strada attraverso i piani successivi così come le orde di mostri e trappole correlate, finché Lefiya non cade in un buco. Bete, Tiona, Tione e Gareth si uniscono a lei in caduta libera verso il cinquantottesimo piano per affrontare tutti i mostri drago, mentre Aiz, Riveria, Finn e gli altri fanno la strada più lunga. Revis continua a consumare più cristalli di potere per diventare più forte, mentre discute con un essere mascherato che veglia su di lei. Il gruppo di Aiz raggiunge il resto del gruppo e, dopo aver eliminato le bestie rimanenti, si prepara a dirigersi verso l'inesplorato cinquantanovesimo piano. Attraverso l'ambiente dall'aspetto di una comune giungla, si imbattono in un mostro vegetale che si nutre di altri bruchi, quando si trasforma improvvisamente in una creatura dall'aspetto femminile, che Aiz identifica come uno spirito dopo che questa la chiama "Aria". |                |                  |
| 12 | Gli dei e la famiglia (Sword Oratoria) 「神々と眷族（ソード・オラトリア）」 - Kamigami to kenzoku (Sōdo Oratoria) | 30 giugno 2017 | 12 febbraio 2022 |
| 12 | Affrontando la bestia, la Familia Loki ha scoperto che il motivo dietro la creazione dei mostri vegetali è quello di fungere da fonte di magia per alimentare lo spirito. L'essere chiama "Aria" come la prossima cosa che vuole divorare. Lo spirito inizia a recitare incantesimi, bloccando tutte le forme di magia e attacchi e decimando il gruppo con diversi colpi distruttivi. Tutto sembra perduto fino a quando Finn non prende posizione, usando Bell come esempio per ricordare a tutti di non arrendersi e continuare a combattere. Lavorano tutti insieme per far breccia nelle sue difese, fisiche e magiche, fino a quando Aiz non si avvicina per sferrare il colpo finale. Mentre lo spirito sta per colpirla con un incantesimo diretto, Lefiya riesce a lanciarne rapidamente un altro per bloccarlo, permettendo ad Aiz di sferrare il colpo con la sua magia del vento, distruggendo completamente lo spirito. Il gruppo festeggia il successo prima di tornare a casa. Nel frattempo, Urano rivela a Fels che lo spirito era solo l'emulazione di uno spirito defunto, usato come esca per nascondere la vera minaccia su un piano molto più basso, sostenendo che questo fosse opera di Enyo, un essere che vuole distruggere completamente Orario. Revis si ritira con disprezzo, affermando che continuerà a diventare più forte, mentre Dioniso e Filvis sentono parlare del ritorno della Familia Loki. Quella notte, Aiz ringrazia Lefiya per averla salvata nel combattimento, mentre lei ringrazia Aiz per essere sempre stata lì per lei. Loki si presenta per provare ancora una volta a palpare le ragazze, ma questa volta Lefiya riesce a difendersi, ottenendo lodi dagli altri membri del gruppo. |                |                  |

## Home video

### Giappone
La serie è stata pubblicata in DVD e Blu-ray dal 28 giugno al 29 novembre 2017.
| Volume | Episodi | Data di pubblicazione |
| ------ | ------- | --------------------- |
| 1      | 1–2     | 28 giugno 2017        |
| 2      | 3–4     | 26 luglio 2017        |
| 3      | 5–6     | 23 agosto 2017        |
| 4      | 7–8     | 27 settembre 2017     |
| 5      | 9–10    | 25 ottobre 2017       |
| 6      | 11–12   | 29 novembre 2017      |